# 1256 Normannia
Az 1256 Normannia (ideiglenes jelöléssel 1932 PD) egy kisbolygó a Naprendszerben. Karl Wilhelm Reinmuth fedezte fel 1932. augusztus 8-án, Heidelbergben.